# 天乙
天乙（てんいつ、紀元前1600年頃）は、古代中国の殷王朝の初代王。名は履。姓・諱を合わせ、子履（しり、拼音: Zǐ Lǚ; ウェード式: Tzu-Lwu）ともいう。殷墟出土の甲骨文占卜には、大乙、名は唐、成と見える。湯王（湯）、太乙、成湯、成唐とも呼ばれる。『詩経』商頌では武湯、武王とも呼ばれる。
それまでの勢力を制圧し中原の覇権を得て、亳に王都を築営した。

## 史書の天乙
『史記』殷本紀などによると天乙は夏の最後の桀を追放し夏を滅ぼした。
桀は暴虐な政治を行い、人心は夏から離れていた。夏の臣であった天乙は伊尹の補佐を受け桀を攻め、これを滅ぼした（鳴条の戦い）。『書経』商書には桀を滅ぼす時に諸侯に向けて演説したとされる『湯誓』がある。
天乙は夏の禹、周の文王、武王と並び聖王として後世に崇められている。徳は高く鳥や獣にまで及ぶと言われた
。

## 逸話
湯王が夏を滅ぼしたのち、七年間も大日照りが続き、洛川は枯れてしまった。そこで湯王は桑林まで出かけて神を祀り爪と髪を切り、みずからを犠牲として捧げる心で上帝に祈願した。するとたちまちのうちに大雨が降り国中が潤ったのであった。